# Wasserburg am Inn

Wasserburg am Inn este un oraș din districtul Rosenheim, regiunea administrativă Bavaria Superioară, landul Bavaria, Germania.

## Orașe înfrățite

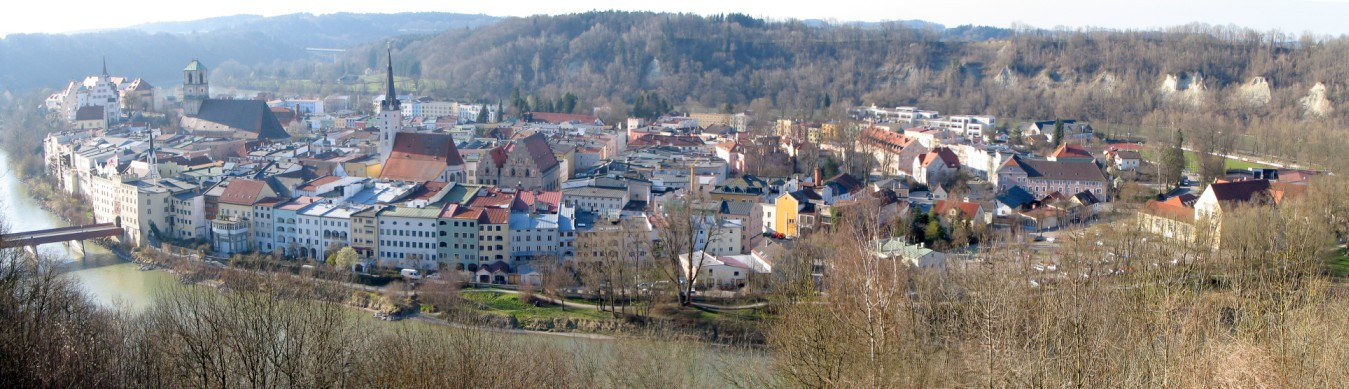
Wasserburg am Inn
(panoramă)

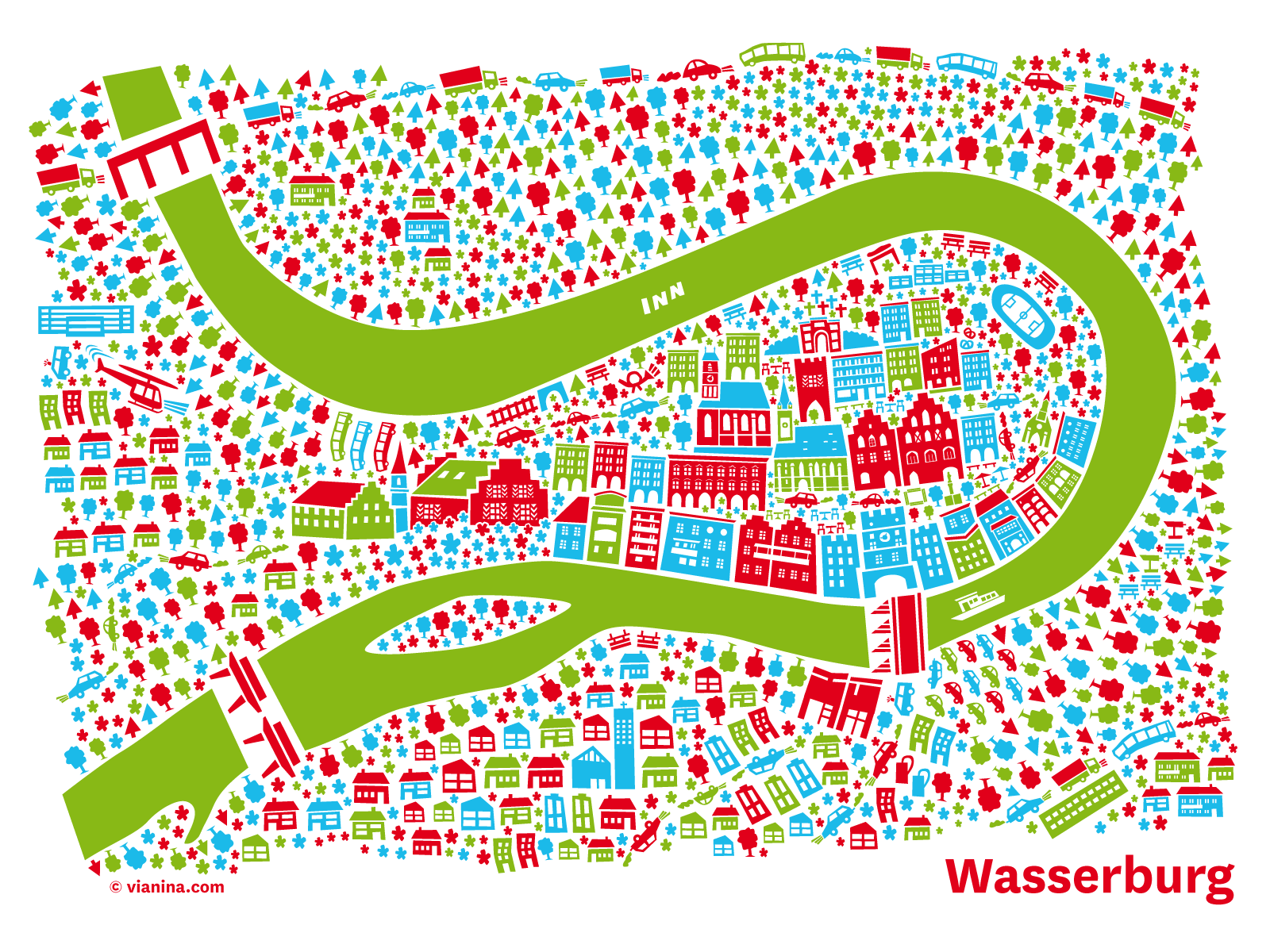
Wasserburg am Inn
(hartă)

- Cugir, România, din 2009